# 부시맨 2
《부시맨 2》(영어: The Gods Must Be Crazy II)는 보츠와나, 남아프리카 공화국, 미국에서 제작된 제이미 에이스 감독의 1989년 코미디 영화이다. 《부시맨》(1980)의 속편이다. 은가우 토마 등이 출연하였다.

## 줄거리
밀렵꾼이 칼라하리 사막에 와서 코끼리 밀렵을 하여 상아를 잔뜩 화물차에 탑재한다. 밀렵꾼이 차내에서 휴식하는 사이 화물차를 발견한 키코(은가우 토마 분)의 어린 자녀 둘이 호기심에 올라탔다가 그만 화물차가 출발하는 바람에 그대로 딸려 가게 된다. 키코는 자녀들을 찾아 화물차 바퀴 자국을 따라 뛰어간다.
그 무렵 논문 발표차 온 뉴욕 법학자 앤 테일러(리나 퍼루자 분)는 동물학자 스티븐 마셜(한스 스트레이덤 분)과 함께 초경량 항공기를 타고 리조트로 이동하다가 기상 악화로 칼리하리 사막에 불시착하게 된다. 마침 이곳은 앙골라 내전 중이며, 이는 앙골라 정부군과 쿠바 혁명군이 수차례 서로를 포로로 삼으려는 상황으로 표현된다.
그러는 동안 밀렵꾼들은 휴식 중 마신 음료를 담은 금속잔을 나침반에 놓는 바람에 해당 나침반이 고장이 나 다시 방향을 틀어 가게된다. 앤과 스티븐은 키코 및 두 군인, 밀렵꾼들과 여러 번 소동을 벌인다. 그러다가 밀렵꾼들은 모두 체포되어 법의 심판을 받는 처지가 되고, 두 군인은 다툼을 멈추고 각자 갈 길을 간다. 앤과 스티븐은 무사히 목적지로 귀환하고, 키코는 자녀들을 찾아 고향으로 돌아온다.

## 출연
- 은가우 토마 - 키코(기고) 역
- 한스 스트레이덤 - 스티븐 마셜 박사 역
- 리나 퍼루자 - 앤 테일러 박사 역

## 우리말 녹음
KBS 성우진 (1991년 9월 23일)
- 송두석 - 스티븐 (한스 스트레이덤)
- 이향숙 - 테일러 (리나 퍼루자)
- 유강진 - 해설
- 온영삼
- 한상덕
- 김도현
- 이영주
- 조동희
- 김준
- 김영민
- 유동현